# Maják Mehikoorma
Maják Mehikoorma (estonsky Mehikoorma tuletorn) je jezerní maják, který stojí ve vesnici Mehikoorma v obci Meeksi na pobřeží Teplého jezera v kraji Tartumaa v Estonsku. Je ve správě Estonského úřadu námořní dopravy (Veeteede Amet, EVA), kde je veden pod registračním číslem P30.
Navádí lodi v mezi Čudským a Pskovským jezerem.

## Historie
První dřevěný maják byl postaven na břehu Teplého jezera v roce 1906. V roce 1938 byla postavena železobetonová věž vysoká 15 m o průměru 3 m vybavená automatickou acetylénovou lampou.
V roce 2008 byl maják vydán na estonské poštovní známce.

## Popis
Válcová železobetonová věž vysoká 15 metrů je ukončena ochozem a lucernou. Maják je bílý a je v provozu od dubna do listopadu v noci (za tmy).

### Data
| Barva                           | bílá    | Zdroj                   |
| Výška světla (m n. m.)          | 20      | [ 2 ] [ 6 ] [ 7 ] [ 8 ] |
| Charakteristika 0,8 + 3,2 = 4 s |         | [ 2 ] [ 6 ] [ 7 ] [ 8 ] |
| Azimut                          | 96°–27° | [ 2 ] [ 6 ] [ 7 ] [ 8 ] |
| Výseč                           | 291°    | [ 2 ] [ 6 ] [ 7 ] [ 8 ] |
| Dosvit [nm]                     | 10      | [ 2 ] [ 6 ] [ 7 ] [ 8 ] |

### Označení
- ARLHS: EST-033
- EVA P30